# Semantik
Semantik (av grekiska sema, "tecken") avser det vetenskapliga studiet av språklig betydelse eller mening. Olika vetenskapliga discipliner har studerat semantiken, till exempel språkvetenskap, filosofi, logik, antropologi, psykologi och litteraturvetenskap. Studiet av semantiken har även tillämpats inom kognitionsvetenskap och forskning som bedrivs om artificiell intelligens.
Semantik som begrepp infördes 1897 av den franske lingvisten Michel Bréal (då som betecknande av språklig betydelseförändring), men får sin slutliga betydelse med den amerikanske filosofen Charles Sanders Peirce resonemang kring semiotik, genom spridningen av den amerikanske filosofen Charles Morris verk under 1930-talet. Morris föreslog att beskrivningen av ett teckensystem skulle omfatta de tre aspekterna: syntax, semantik och pragmatik.     
Inom filosofin har intresse ägnats åt betydelser hos, inom detta område intressanta, ord som orsak, rörelse, förklaring, objektivitet med flera. Under 1900-talet har även en diskussion förts om frågan vad betydelse innebär och i vilket förhållande ett tecken eller en symbol står, till det som betecknas.
Enligt vissa filosofer som exempelvis Alfred Tarski, handlar semantiken uteslutande om semantiska termer som betydelse, mening, denotation, konnotation och liknande.
Sanning, som egenskap hos språkliga satser, hör också till dessa.